# لويس إنريكي غونزاليس
لويس إنريكي غونزاليس (بالإسبانية: Luis Enrique González)‏ هو لاعب كرة قدم مكسيكي، ولد في 8 فبراير 1997 في ولاية شيواوا في المكسيك. لعب مع نادي باتشوكا.